# Porsche Supercup 2012
Der Porsche Mobil 1 Supercup 2012 war die 20. Saison des Porsche Supercups. Sie umfasste neun Rennen. Die Saison begann am 21. April in Bahrain und endete am 9. September in Monza. René Rast gewann die Fahrer-, Hermes Attempto Racing die Teamwertung. Da am Vorstart des Rennens in Spanien starke Verformungen an den Felgen festgestellt wurde, entschlossen die Organisatoren des Porsche Markenpokal das Rennen in Barcelona abzusagen. Christian Engelhart (Konrad Motorsport) bekam zwei Meisterschaftspunkte für die Pole-Position, die er am Samstag herausfuhr.

## Teams und Fahrer
| Team                  | Startnummer | Fahrer                 | Rennen    |
| --------------------- | ----------- | ---------------------- | --------- |
| Lechner Racing        | 1           | Norbert Siedler        | All       |
| Lechner Racing        | 2           | Michael Ammermüller    | All       |
| Förch Racing          | 3           | Isaac Tutumlu          | 2–9       |
| Förch Racing          | 6           | Florian Scholze        | All       |
| Förch Racing          | 4           | Robert Lukas           | All       |
| Förch Racing          | 5           | Štefan Rosina          | 1–2       |
| Förch Racing          | 5           | Stefan Bilinski        | 3         |
| Förch Racing          | 5           | Mateusz Lisowski       | 4–9       |
| MRS Racing            | 7           | Will Langhorne         | 2–3       |
| MRS Racing            | 7           | Philipp Eng            | 4, 6–7, 9 |
| MRS Racing            | 8           | Philipp Eng            | 2         |
| MRS Racing            | 8           | Richard Hein           | 3–4       |
| MRS Racing            | 8           | Bill Barazetti         | 6         |
| MRS Racing            | 8           | Mats Karlsson          | 7         |
| MRS Racing            | 8           | Roar Lindland          | 9         |
| VERVA Racing Team     | 9           | Patryk Szczerbiński    | All       |
| VERVA Racing Team     | 10          | Kuba Giermaziak        | All       |
| Konrad Motorsport     | 11          | Christian Engelhart    | All       |
| Konrad Motorsport     | 12          | Sean Edwards           | All       |
| Konrad Motorsport     | 14          | Renger van der Zande   | 1–2       |
| Konrad Motorsport     | 14          | Michael Christensen    | 3, 6      |
| Konrad Motorsport     | 14          | Tomáš Pivoda           | 8–9       |
| Lechner Racing        | 15          | Saadon Al Kuwari       | 1         |
| Lechner Racing        | 15          | Andreas Mayerl         | 2–9       |
| Lechner Racing        | 16          | René Rast              | All       |
| Lechner Racing        | 46          | Jeroen Bleekemolen     | 3         |
| Bleekemolen Racing    | 17          | Sebastiaan Bleekemolen | 1, 3–9    |
| Bleekemolen Racing    | 18          | Jeroen Mul             | All       |
| Bleekemolen Racing    | 19          | Alessandro Zampedri    | 2–7, 9    |
| Bleekemolen Racing    | 19          | Michael Hedlund        | 8         |
| Porsche               | 20          | Nick Heidfeld          | 6         |
| Attempto Racing       | 21          | Henry Hassid           | 3, 8      |
| Attempto Racing       | 22          | Nicki Thiim            | All       |
| Attempto Racing       | 33          | Kévin Estre            | All       |
| Marco Antonelli       | 40          | Angelo Proietti        | 2–3, 9    |
| Marco Antonelli       | 40          | Philipp Frommenwiler   | 6         |
| Marco Antonelli       | 41          | Marco Antonelli        | 2         |
| Marco Antonelli       | 41          | Andrea Belicchi        | 3         |
| Marco Antonelli       | 41          | Gianluca Giraudi       | 6         |
| Marco Antonelli       | 41          | Stefano Comini         | 9         |
| Porsche Great Britain | 42          | Michael Meadows        | 3, 5      |
| Porsche Great Britain | 43          | Glynn Geddie           | 3         |
| Porsche Great Britain | 48          | Daniel Lloyd           | 5         |
| Porsche Great Britain | 49          | Rory Butcher           | 5         |
| Redline Racing        | 43          | Glynn Geddie           | 5         |
| Redline Racing        | 47          | Ahmad Al Harthy        | 5         |
| Lechner Racing        | 44          | Oskar Slingerland      | 3         |
| Lechner Racing        | 45          | Clemens Schmid         | 3         |
| Team Parker Racing    | 50          | Michael Leonard        | 5         |
| Team Parker Racing    | 51          | Sam Tordoff            | 5         |
| Team Parker Racing    | 52          | Richard Plant          | 5         |
| Tolimit Motorsport    | 53          | Klaus Bachler          | 6, 8      |
| Tolimit Motorsport    | 54          | Khaled Al Qubaisi      | 6, 8      |
| Flash Engineering     | 55          | Mats Karlsson          | 6         |
| Flash Engineering     | 56          | Patrik Skoog           | 6         |
| Land Motorsport       | 57          | Jaap van Lagen         | 8         |
| Land Motorsport       | 58          | Wolf Nathan            | 8         |
| Land Motorsport       | 59          | Biense Dijkstra        | 8         |
| Haribo Racing Team    | 88          | Hans-Guido Riegel      | 8         |

## Rennkalender

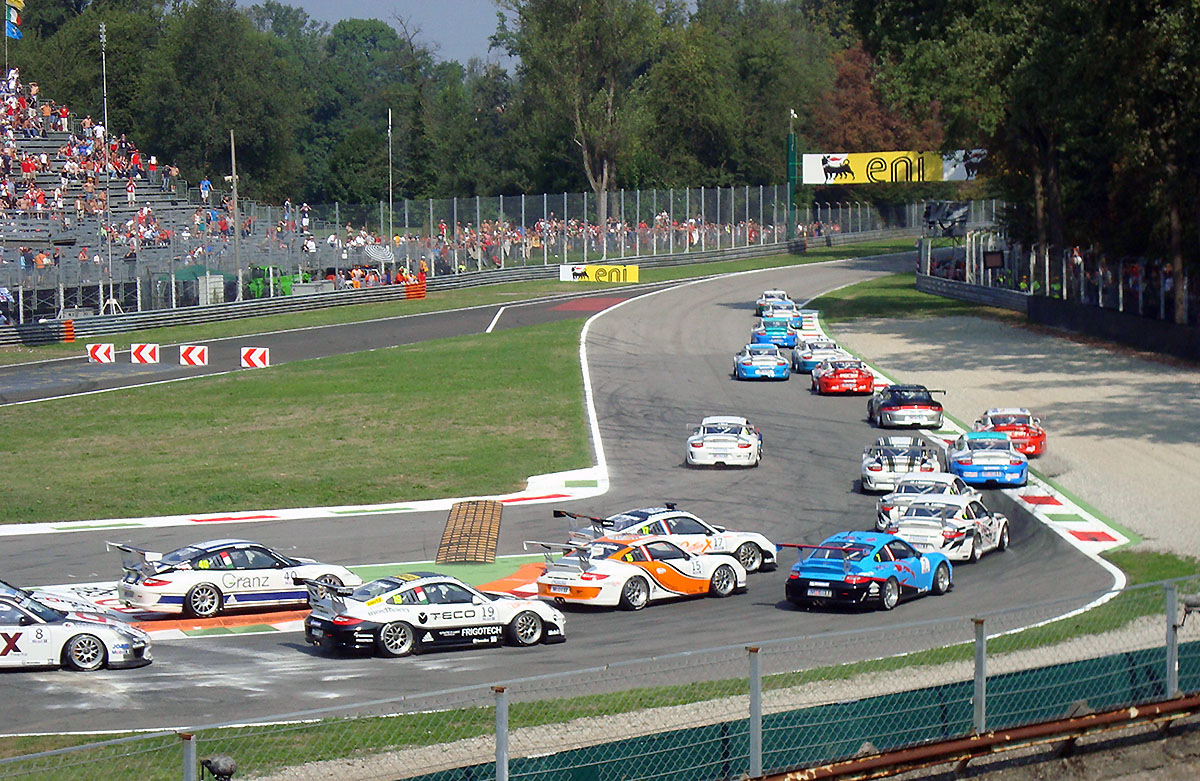
Porsche Mobil1 Supercup Finale in Monza 2012

| Nr. | Datum         | Rennstrecke       | Pole-Position       | Sieger              | Zweiter             | Dritter             | Schnellste Runde    |
| --- | ------------- | ----------------- | ------------------- | ------------------- | ------------------- | ------------------- | ------------------- |
| 01. | 21. April     | Bahrain           | Norbert Siedler     | René Rast           | Sean Edwards        | Norbert Siedler     | René Rast           |
| 01. | 22. April     | Bahrain           | Norbert Siedler     | Norbert Siedler     | Christian Engelhart | René Rast           | Norbert Siedler     |
| 02. | 13. Mai       | Barcelona         | Christian Engelhart | ABGESAGT            |                     |                     |                     |
| 03. | 27. Mai       | Monte Carlo       | Sean Edwards        | Sean Edwards        | Kévin Estre         | Christian Engelhart | René Rast           |
| 04. | 24. Juni      | Valencia          | René Rast           | René Rast           | Sean Edwards        | Robert Lukas        | René Rast           |
| 05. | 08. Juli      | Silverstone       | Kuba Giermaziak     | René Rast           | Norbert Siedler     | Sean Edwards        | Norbert Siedler     |
| 06. | 22. Juli      | Hockenheim        | René Rast           | René Rast           | Michael Ammermüller | Kévin Estre         | René Rast           |
| 07. | 28. Juli      | Mogyoród          | Kévin Estre         | Kévin Estre         | Michael Ammermüller | Sean Edwards        | Michael Ammermüller |
| 07. | 29. Juli      | Mogyoród          | Sean Edwards        | Christian Engelhart | Nicki Thiim         | Kuba Giermaziak     | Sean Edwards        |
| 08. | 02. September | Spa-Francorchamps | Nicki Thiim         | Nicki Thiim         | René Rast           | Jaap van Lagen      | Jaap van Lagen      |
| 09. | 09. September | Monza             | Norbert Siedler     | René Rast           | Kévin Estre         | Nicki Thiim         | Michael Ammermüller |

## Gesamtwertung

### Fahrerwertung
| Pos. | Fahrer                 | Punkte |
| ---- | ---------------------- | ------ |
| 01.  | René Rast              | 142    |
| 02.  | Kévin Estre            | 139    |
| 03.  | Nicki Thiim            | 123    |
| 04.  | Norbert Siedler        | 121    |
| 05.  | Sean Edwards           | 107    |
| 06.  | Michael Ammermüller    | 103    |
| 07.  | Kuba Giermaziak        | 99     |
| 08.  | Christian Engelhart    | 87     |
| 09.  | Robert Lukas           | 74     |
| 10.  | Patryk Szczerbiński    | 66     |
| 11.  | Sebastiaan Bleekemolen | 56     |

| Pos. | Fahrer               | Punkte |
| ---- | -------------------- | ------ |
| 12.  | Jeroen Mul           | 42     |
| 13.  | Andreas Mayerl       | 33     |
| 14.  | Alessandro Zampedri  | 27     |
| 15.  | Florian Scholze      | 25     |
| 16.  | Isaac Tutumlú        | 23     |
| 17.  | Mateusz Lisowski     | 18     |
| 18.  | Renger van der Zande | 14     |
| 19.  | Štefan Rosina        | 6      |
|      | William Langhorne    | 6      |
| 21.  | Richard Hein         | 3      |

### Teamwertung
| Pos. | Team                             | Punkte |
| ---- | -------------------------------- | ------ |
| 1.   | Attempto Racing                  | 260    |
| 2.   | Lechner Racing                   | 219    |
| 3.   | Konrad Motorsport                | 192    |
| 4.   | Lechner Racing                   | 179    |
| 5.   | VERVA Racing Team                | 164    |
| 6.   | Förch Racing Team                | 107    |
| 7.   | Bleekemolen Racing               | 103    |
| 8.   | MRS GT-Racing                    | 59     |
| 9.   | Förch Racing by Lukas Motorsport | 44     |